# The Wild Duck
The Wild Duck és una pel·lícula australiana de 1984 dirigida per Henri Safran i protagonitzada per Jeremy Irons i Liv Ullmann. Va ser una adaptació de l'obra de teatre de 1884 de Henrik Ibsen, amb el drama traslladat a Tasmània el 1913. Va formar part de la selecció oficial al Festival Internacional de Cinema de Sant Sebastià 1983.

## Argument
El matrimoni format per Harold, un fotògraf madur retirat, i Gina, una dona submisa, viu una existència d'allò més tranquil amb el pare de Harold, el major Ackland, i la seva filla Henrietta, que s'està quedant cega. Taot es trasbalsa quan arriba Gregory, un amic de Harold, que li dona una notícia alarmant.

## Repartiment
- Liv Ullmann com a Gina
- Jeremy Irons com a Harold
- Lucinda Jones com a Henrietta
- John Meillon com el major Ackland
- Arthur Dignam com a Gregory
- Michael Pate com a George
- Colin Croft com a Mollison
- Rhys McConnochie com el Dr. Roland
- Marion Edward com a Bertha
- Peter Desalis com a Peters
- Jeff Truman com a Johnson